# Nadine Shah
Nadine Petra Katarina Shah  (nascida em 16 de janeiro de 1986)  é uma cantora, compositora e música inglesa.

## Antecedentes
Shah nasceu em Whitburn, no sul de Tyneside, filha de uma família inglesa de South Shields, de ascendência norueguesa e pai paquistanês.

## Carreira

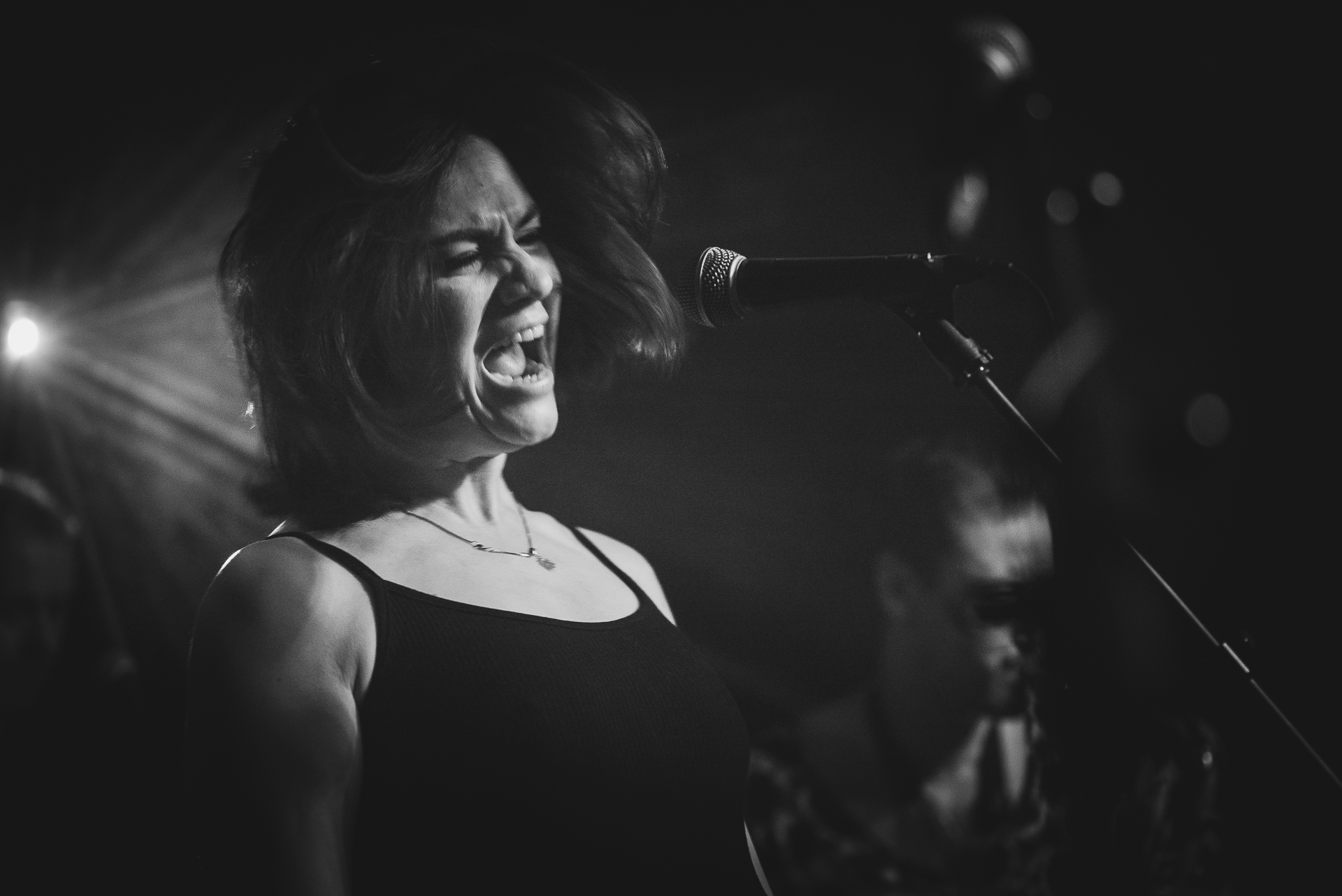
Shah em 2016

Seu álbum de estreia, o Love Your Dum And Mad, produzido por Ben Hillier, foi amplamente inspirado pelas trágicas mortes de dois jovens. "Existem dois garotos sobre os quais esse álbum é predominantemente", continua ela. "Durante o período em que essas músicas foram escritas, dois amigos muito próximos tiraram suas próprias vidas". Shah é uma oradora entusiasmado sobre o tema de estigmas sociais em relação àqueles que sofrem de doenças de saúde mental.
Shah e Hillier lançaram seu segundo disco, intitulado Fast Food, em abril de 2015. Ela também fez uma participação especial em duas faixas do álbum de Ghostpoet, Shedding Skin, lançado em março de 2015.
Em fevereiro de 2016, Hillier e Shah marcaram a música na produção Northern Get de Get Carter . Isso incluiu peças originais e a re-imaginação da música da banda do Nordeste da Inglaterra chamada The Animals.
Seu álbum Holiday Destination foi lançado em agosto de 2017. Ele foi novamente produzido por Hillier, que também toca bateria na banda ao vivo de Shah. O álbum foi indicado ao Mercury Prize em 2018.
O quarto álbum de estúdio Kitchen Sink foi lançado em 26 de junho de 2020  e recebeu muitos elogios dos críticos. Em algumas letras, ela considera o que significa ser uma mulher de trinta e poucos anos hoje.

## Vida pessoal
Uma entrevista de John Freeman para o The Quietus destacou que "a saúde mental é uma questão extremamente importante para Shah".

## Ideologia política
Em novembro de 2019, juntamente com 34 outros músicos, Shah assinou uma carta endossando o líder do Partido Trabalhista Jeremy Corbyn nas eleições gerais de 2019 no Reino Unido com um apelo para acabar com a austeridade.

## Discografia
- Aching Bones EP (Novembro de 2012)
- Dreary Town EP (Abril de 2013)
- Love Your Dum and Mad (Julho de 2013)
- Fast Food (Abril de 2015)
- Holiday Destination (Agosto de 2017)
- Kitchen Sink (Junho de 2020, Infectious Music/BMG/Warner)